# Stadio Rajko Mitić
Lo stadio Rajko Mitić (in serbo Стадион Рајко Митић?, Stadion Rajko Mitić), in precedenza stadio Stella Rossa (in serbo Стадион Црвена звезда?, Stadion Crvena zvezda), noto anche come Marakàna, è uno stadio polifunzionale di Belgrado.
Con una capienza di 55 538 spettatori è il più grande stadio nel paese; l'assonanza Marakana con quella del celebre stadio brasiliano è dovuta alla grande capienza avuta in passato dalla struttura, che, fino alla ristrutturazione avvenuta nella seconda metà degli anni novanta per adeguamenti di sicurezza, poteva contenere oltre 100 000 spettatori (record per l'incontro di Coppa delle Coppe 1974/75 Stella Rossa Belgrado-Ferencváros del 23 aprile 1975: 110 000 spettatori).
Ospita le partite di calcio interne della Stella Rossa Belgrado.

## Incontri internazionali

### Europeo 1976
- Jugoslavia - Germania Ovest 2-4 d.t.s. (semifinale, 17 giugno)
- Cecoslovacchia - Germania Ovest 2-2  (5-3 d.c.r.) (Finale, 20 giugno)

### Finale Coppa dei Campioni UEFA
- Ajax 1-0  Juventus (30 maggio 1973)

### Finale di Coppa UEFA
- Stella Rossa 1-1  Borussia M'gladbach - (andata, 9 maggio 1979).